# Namapa
Namapa é uma vila moçambicana, localizada na província de Nampula, que é sede do distrito de Eráti. A vila fica situada nas margens do rio Namapa, um afluente do rio Lúrio, no qual desagua poucos quilómetros a juzante da povoação.
De acordo com o censo de 2017, a vila tinha uma população de 28 554 habitantes, distribuída por 18 bairros.

## História
A povoação teve o seu início como um posto militar fundado em Outubro de 1911 no território do régulo Comala e pertencendo à capitania-mor de Memba.  Em 1917, com a extinção das capitanias-mor, o posto foi integrado no Comando Militar do Lúrio, tendo permanecido como sede das várias unidades administrativas que se sucederam desde o período colonial (Circunscrição e Concelho) até depois da independência nacional (Distrito). No contexto da Primeira Guerra Mundial, o posto militar de Namapa foi atacado por forças alemães em 9 de Janeiro de 1918.

## Transportes
Namapa é atravessada pela N1 pouco antes da ponte que liga a Cabo Delgado e à cidade de Pemba a norte, e à cidade de Nampula a sul, via Namialo. Para leste, a R1116 liga a vila à povoação de Lúrio, na foz do rio do memo nome, e a oeste uma estrada local liga ao posto administrativo de Namirôa.